# Signer (Familie)
Bei den Signer handelt es sich um eine aus Stein und Herisau im Schweizer Kanton Appenzell Ausserrhoden stammende Familie von Bleicherei- und Appreturbesitzern. 

## Geschichte
Um 1783 gründete Jakob Signer auf dem Bauerngut Stierweid in Herisau eine Bleiche mit zugehöriger Walke im Schloss, die sein Neffe Johannes Signer im Jahr 1814 übernahm. Dessen Bruder Johann Jakob Signer erwarb 1827 die Bleiche im Hölzli. Während die Stierweid als technisch überholte Naturbleiche um 1870 einging, entstand im Hölzli 1868 unter der Leitung von Johann Jakobs Sohn Jakob Signer dank der Einführung schottischer Verfahren einer der ersten Betriebe der Schweiz, der den Veredlungsansprüchen der Stickerei genügte. Der Betrieb expandierte stark und wandelte sich vom gewerblichen Grosshaushalt mit angegliederter Landwirtschaft zur modernen Fabrik mit Filialbetrieben auf technologisch neuestem Stand. 
Das Unternehmen blieb während fünf Generationen im Besitz der Familie und wurde 1973 in eine Aktiengesellschaft umgewandelt. Im 19. Jahrhundert knüpften die Signer vor allem zur Zeit von Jakob Signer vielfältige Verwandtschaftsbande zu anderen Ostschweizer Textilfamilien, etwa den Meyer oder den Tanner. 
Nach 1945 verfolgten sie eine konsequente Spezialisierungsstrategie ohne Wachstumsabsichten. Nachfolgeprobleme und anstehende Investitionen führten 1991 zum Verkauf der Aktienmehrheit. Der Firmenname Signer blieb aber bis 2008 bestehen.